# فرانسین زوگا
فرانسین زوگا (انگلیسی: Francine Zouga؛ زادهٔ ۹ نوامبر ۱۹۸۷) بازیکن فوتبال اهل کامرون است.
از باشگاه‌هایی که در آن بازی کرده‌است می‌توان به باشگاه فوتبال زنان مون‌پلیه اشاره کرد.
وی همچنین در تیم ملی فوتبال زنان کامرون بازی کرده‌است.